# 南部の人
『南部の人』（The Southerner）は、ジャン・ルノワール監督による1945年のアメリカの映画作品である。ジョン・セションズ・ペリーの小説を原作としている。
若い夫婦が困難に立ち向かい、農業労働者から自作農へと自立してゆく姿を描く。

## キャスト
- サム・タッカー: ザカリー・スコット
- ノーナ・タッカー: ベティ・フィールド
- デイヴァーズ: J・キャロル・ネイシュ
- エステル・テイラー

## 受賞・ノミネート
| 賞                                   | 部門               | 候補                   | 結果       |
| ------------------------------------ | ------------------ | ---------------------- | ---------- |
| アカデミー賞                         | 監督賞             | ジャン・ルノワール     | ノミネート |
| アカデミー賞                         | 劇・喜劇映画音楽賞 | ウェルナー・ジャンセン | ノミネート |
| アカデミー賞                         | 録音賞             |                        | ノミネート |
| ナショナル・ボード・オブ・レビュー賞 | 監督賞             | ジャン・ルノワール     | 受賞       |